# Святилище Тосьо
36°45′33″ пн. ш. 139°35′55″ сх. д. / 36.759166666667° пн. ш. 139.59861111111° сх. д.
Святи́лище Тосьо́ (яп. 東照宮, とうしょうぐう, МФА: [toːɕoː guː], «святилище східного сяйва») — синтоїстське святилище в Японії. Розташоване в місті Нікко префектури Тотіґі.

## Короткі відомості
Збудоване 1617 року японським урядом для вшанування духу першого голови сьоґунату Едо — Токуґави Ієясу. 1645 року отримало статус великого святилища. З кінця 18 століття почало додатково вшановувати героїв японської старовини — першого сьоґуна Мінамото но Йорітомо та об'єднувача Японії Тойотомі Хідейосі.
Має сотні однойменних дочірніх святилищ по всій Японії, будівництво яких заохочував уряд до середини 19 століття. Для розрізнення з ними часто називається Нікко́ським святи́лищем Тосьо́ або святилищем Нікко.
1999 року занесено до списку Світової спадщини ЮНЕСКО в Японії. Багатство декору святилища породило японську приказку: «Не кажи «чудово!», поки не побачив Нікко».